# Rhum Express (météorologie)
Pour les articles homonymes, voir Rhum Express.
Le Rhum Express est le nom générique informel donné à une rivière atmosphérique sur l'Europe de l'Ouest et dont les masses d'air chaudes et humides proviennent des Antilles,,,. L'expression est fréquemment reprise dans les médias français,,.
Ce phénomène est à l'origine de fortes précipitations (pluie, neige) qui peuvent entraîner crues et inondations,,,.
Le Rhum Express est mis en évidence et baptisé par Christophe Cassou, climatologue français.

## Voir Aussi